# ГЕС Кеймаду
ГЕС Кеймаду — гідроелектростанція на сході Бразилії, машинний зал якої знаходиться у штаті Мінас-Жерайс, а водосховище простягнулось по кордону між ним та штатом Гояс. ГЕС використовує ресурс річки Прето, лівої притоки Паракату, котра в свою чергу є лівою притокою Сан-Франсиску (впадає в Атлантичний океан північніше за місто Салвадор).
У межах проекту річку перекрили греблею висотою 70 метрів та довжиною 1060 метрів. Ця споруда утворює водосховище з площею поверхні 36 км2, яке має корисний об'єм 478 млн м3 та припустиме коливання рівня між позначками 811 та 829 метрів НРМ.
Підземний машинний зал розміщено за кількасот метрів від греблі під лівобережним гірським масивом, а вихід відвідного тунелю, через який у річку повертається відпрацьована вода, розташований за 3,5 км від сховища. Основне обладнання станції становлять три турбіни типу Френсіс потужністю по 66 МВт, які працюють при напорі у 180 метрів.